# Nebria snowi
Nebria snowi (лат.) — вид жуков-жужелиц из подсемейства плотинников. Распространён на северных Курильских островах (Симушир, Кетой, Ушишир, Матуа). Длина тела имаго 9,2—10,5 мм. Эпиплевры надкрылий красноватые.